# 普翁斯克縣

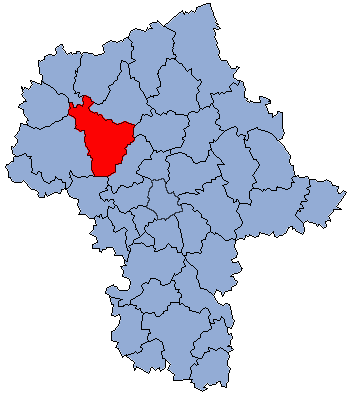

52°38′N 20°23′E / 52.633°N 20.383°E
普翁斯克縣（波蘭語：Powiat płoński），是波蘭的縣份，位於該國中東部，由馬佐夫舍省負責管轄，首府設於普翁斯克，面積1,384平方公里，2006年人口87,430，人口密度每平方公里63人。